# De Sims Middeleeuwen: Piraten en Adel
De Sims Middeleeuwen: Piraten en Adel (Engels: The Sims Medieval: Pirates and Nobles) is de eerste en enige avonturenbundel voor De Sims Middeleeuwen, aangekondigd op 7 augustus 2011 en uitgebracht op 30 augustus 2011.

## Gameplay
De avonturenbundel introduceert nieuwe queesten, nieuwe karaktereigenschappen, schattochten en honderden nieuwe voorwerpen voor in het spel. Vanaf nu kunnen de Sims, huisdieren zoals een valk of een papegaai hebben. Ten slotte zijn ook nog piraten aan de avonturenbundel toegevoegd.